# Крушение на станции Дивово
9 ноября 1925 года в чётной горловине станции Дивово Московско-Рязанской железной дороги (ныне Рязанское направление Московской железной дороги) произошло столкновение сборного поезда № 282 с пассажирским № 6.

## Описание
По прибытии сборного поезда № 282 на 3-й путь станции, главный кондуктор поезда пошёл докладывать о прибытии к дежурному по станции. Однако он не предупредил локомотивную бригаду своего поезда, что по 1-му пути станции должен проследовать пассажирский поезд. В то время сигнализация станции была ещё недостаточной, в том числе в каждой горловине находилось лишь по одному выходному семафору — общему на все пути. Поэтому локомотивная бригада поезда № 282 расценила открытый выходной сигнал как разрешение на отправку и, не дожидаясь сигналов главного кондуктора, привела поезд в движение. Тем временем, проследовав входной сигнал, по 1-му пути станции уже следовал пассажирский поезд № 6. Бригада пассажирского поезда поздно заметила опасность, в результате чего на скорости 48 км/ч тот врезался в бок поезда № 282.
В результате крушения были разбиты 5 грузовых вагонов, повреждены багажный, почтовый, служебный и 4 грузовых вагона. По результатам расследования были уволены и осуждены машинист поезда № 282, главный кондуктор и дежурный по станции.